# Градина (област Пловдив)
Вижте пояснителната страница за други значения на Градина.
Градина е село в Южна България. То се намира в община Първомай, област Пловдив.

## География
Село Градина (област Пловдив) се намира в Южен централен планов регион на България и е част от община Първомай. Най-голямото село в Община Първомай.
Население на Село Градина: 2608 жители (2011 – НСИ).
Пощенски код на Село Градина: 4290.
- Телефон на кметство Градина – 03162 2250

През 1946 година населението е наброявало близо 4100 души.

## История
Из надпис на старогръцки език, намерен неизвестно къде в Първомайско и датиращ от периода II – III в.
- Skaskopara: IGB III(2) 1711: … Ἀπόλλωνι Κερμιλλ[ηνῳ κωμῆται] / Σκασκοπαρηνοι.

Превод: „(Постави се от...)...Аполоний Кермилен (и селяните) скаскопаренци...“ (т.е. от жителите на тракийско село в региона, съществувало през ранната римска епоха – II-III век, и наричащо се Скаскопара.
При описите на селищата от нахията Филибе (Пловдив) в акънджийския регистър от 1472 г., всички общо 196 на брой, е описано и податното население на село Чакърджълар (село Градина, Първомайско) – НБКМ-Сф, ОО – ОАК 94/73, л.63а. – мюсюлмани.
Привличането в научен оборот на един пренебрегнат дотогава османски документален източник от втората половина на ХVв., неоспоримо свидетелества, че село Чакърджълар ВЕЧЕ Е СЪЩЕСТВУВАЛО, като значително селище от нахията Филибе (Пловдив), и че корените на зараждането му би следвало да се търсят в периода 1365-1390 г., когато в земите на Пловдивска Тракия са били настанени големи маси от турски заселници, преселени в района от султаните-завоеватели на Пловдивско – Мурад I Гази (1362 – 1389) и Баязид I Йълдъръм (1389 – 1402). Именно такива турски заселници образуват село Градина, а и редица други села в общината през втората половина на ХIVв.
На 21 декември 1906 г. е преименувано в Царско село. Названието Градина получава на 8 февруари 1950 г. след гласуване.

## Религии
Изцяло Християнска (Православни и Евангелисти). В селото има 2 църкви – православна и евангелистка. Православната се казва „Свети Георги“ и е много посещавана, като всяка неделя има служба и на всички големи празници и не само. На 3 – 4 км от селото има параклис за славата на светците „св. Кирик и Юлита“. Този празник се чества на 15 юли и се освещава храна и има служба.

## Обществени институции
Кметство, основно училище „Христо Ботев“ и читалище, детска градина, здравна служба, пенсионерски клуб, спортно дружество „Марица Градина“.
Основно училище „Христо Ботев“, с. Градина е създадено на 28 януари 1856 г. Сто петдесет и шест години оттогава неговите традиции се пазят в сърцата на стотици преминали през него ученици. Живи в паметта и в летописната книга на училището са ентусиастите, които в онези години полагат основите на просветното дело в селото. Сред тях са дюкянджията дядо Маринко, който довежда от Меричлери първия учител – даскал Недялко и Митър Златановски, отделил една от стаите в къщата си за нуждите на школото. Първоначално учениците /30 – 40 на брой/ пишат в сандъчета с пясък, а за чинове им служат дебели дъбови дъски, поставени на големи камъни. През 1868 г. е назначен първият местен учител – Петко Маринов. Той обучава учениците по взаимната метода. Вместо сандъчета с пясък, започват да се използват плочи и бяла книга. Бързо нарастващият брой на учениците налага започването на строителство на нова училищна сграда през 1870 г. Четири години по-късно тя е готова – на два етажа, с три класни стаи. Освобождението на България заварва като учител Марин Стоилов, сменен от Дякона. По негово време се въвеждат първите чинове и черни дъски, а като учебен предмет – историята. От 1880 г. учениците се обучават по новобългарската азбука. С идването на поп Васил и синовете му, които дълги години учителстват в селото, се въвеждат зимната и лятната ваканция, както и букварът. От 1885 г. учениците са разделени на отделения. През 1891 / 2 г.се откри-ва I кл. През 1902 г. е открито и вечерно училище за по-възрастните селяни. Първата училищна библиотека е уредена през 1910 г. В навечерието на Балканската война е проведена първата екскурзия с ученици до Садово. Полагат се и основите на нова училищна сграда, но строежът е спрян, поради избухването на войната. Учителите заминават на фронта, а учебните занятия се прекратяват до 1913 г. През 1914 г. е проведена втора екскурзия – до Пловдив. Учениците разглеждат девическата и мъжката гимназия, печатницата „Хр. Г. Данов“, градината „Цар Симеон“; за пръв път гледат кино. На децата са раздадени учебници и учебни помагала, закупени от училището. През 1915 / 6 г. в селото учители стават само жени, заради мобилизацията на мъжете. Безсмислените войни завършват, но ново бедствие спохожда жителите на Царско село – холерата, която взема много жертви, особено деца. Училището отново е временно затворено. При управлението на БЗНС началното и прогимназиалното образование става задължително. Броят на децата се увеличава, а материалната база не отговаря на изискванията. За класни стаи служат помещения, разпръснати из цялото село, слабо осветени, с ниски тавани. Осезаемо расте нуждата от ново училище. Земеделското правителство решава да оземли народните училища, при което училището в Царско село получава 2127 дка мера и 1100 дка земя. Тя е раздадена на селяните срещу годишен наем – така започва събирането на средства за ново училище. Новата училищна сграда е построена през 1925 г. Тя е двуетажна с 20 класни стаи, 7 други и един гимнастически салон. През тази година за пръв път има пълен начален и прогимназиален курс на обучение. Директор е Димитър Абрашев, а учителският колектив наброява 10 души. През есента на 1927 г. е открито Допълнителното земеделско училище в Царско село, чиято цел е да даде някаква квалификация на селската младеж. То се помещава в лявото крило на долния етаж на училището. Младежите се обучават в градинарство, овощарство, бубарство и животновъдство, девойките – в шев, готварство, домакинство, консервиране, отглеждане и възпитание на детето. Земетресението на 14.04. 1928 г. нанася сериозни поражения на училищната сграда. Вторият етаж е съборен. Учебните занятия се водят на две смени. По време на Втората световна война училището е затваряно на два пъти заради настаняването в него на германски войници. Директорът Дженьо Русев е мобилизиран в армията, а част от учителите – командировани в Македония. През 1944 г. селото е бомбардирано и няма редовни учебни занятия. През 1945 / 46 г. се открива подготвителна детска градина с учител Тошка Иванова. През 1956 / 57 г. се обзавежда стая по физическо възпитание и са закупени уреди за този предмет. Обзавежда се лабораторна стая по физика и химия. Открива се работилница по трудово обучение. През 1964 г. вторият етаж на училището е възстановен. Обогатява се материалната база. До 1969 г. през вратите на училището са преминали 13 750 ученици. Много от тях са станали лекари, агрономи, инженери, учители, общественици. От 1969 / 70 г. директор на училището е Иван Иванов. Към ОУ „Христо Ботев“, с. Градина се присъединяват учениците от с. Крушево и с. Добри дол. Водоснабдяват се кабинетите в училищната сграда. От 1973 / 4 г. учебната година се разделя на два срока. Въвежда се нова учебна програма за учениците от начален курс, като им се предоставят безплатни учебници. От 1975 г. се открива кръжок по фотодело и се обзавежда фотолаборатория. Училищният двор се преустройва в спортен комплекс. Очертават се 3 баскетболни, 2 хандбални, 1 волейболно и 1 футболно игрище, трапове за скачане и писта за бягане. От 1978 г. се въвежда кабинетната система на обучение. Модернизира се училищната сграда – поставя се бетонна плоча и мозайката на първия етаж. От 1983 г. директор на училището става Атанас Йорданов. По решение на ОбС НП гр. Първомай осмокласниците се преместват в ЕСПУ – гр. Първомай. С настъпилите промени в политическия живот на страната се ликвидират ТКЗС, но училището не получава цялата си собствена земя (ок. 600 дка), а само 120 дка. Днес в ОУ „Христо Ботев“, с. Градина се обучават 204 ученици, включително от селата Крушево, Добри дол, Плодовитово, Оризово и Градина. Педагогическият персонал се състои от 19 висококвалифицирани учители.

## Културни и природни забележителности
Село Градина е известно с вековния дъб, който се намира по пътя за Крушево, както и с язовир, голяма гора и плодородни земи.

## Кухня
Тракийска